# Otto Eggerth

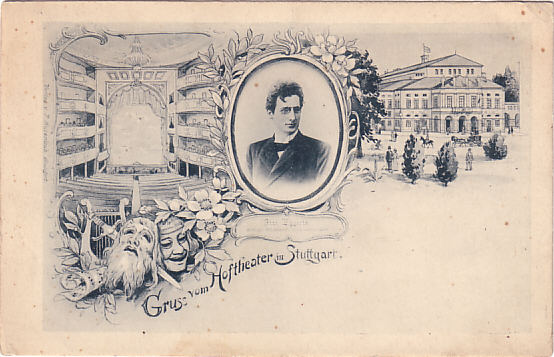
Otto Eggerth als Königl. Württembergischer Hofschauspieler am Hoftheater Stuttgart (Ansichtskarte)

Otto Eggerth (* 18. August 1866 in Passau; † 13. September 1939 in Berlin) war ein deutscher Theater- und Filmschauspieler sowie Stummfilmregisseur und Drehbuchautor.

## Leben
Eggerth, der Sohn eines königlich bayerischen Rentbeamten, begeisterte sich angesichts des Spiels Bernhard Rüthlings in München für den Beruf des Schauspielers. Er nahm Unterricht bei Hofschauspieler Heinrich Richter und betrat zuerst in Zürich die Bühne. Dann war er in Regensburg, Innsbruck und Reichenberg engagiert und beteiligte sich an der Tournee des Münchner Ensembles. 1889 war er am Stadttheater Augsburg engagiert, dort spielte er vornehmlich Väter- und Charakterrollen, obwohl er ohne eigentliche Antrittsrolle engagiert worden war. Ab 1889 war er Mitglied des Ensembles des Hoftheater Stuttgart, bis er 1898 an das Hoftheater Dresden wechselte. Bis in die frühen 1920er Jahre hinein führten ihn  weitere Engagements an deutsche Theater, darunter die Vereinigten Stadttheater Köln. Noch in den 1920er Jahren kam Eggerth nach Berlin und trat am dortigen Thalia-Theater auf. Sein letztes nachweisbares Festengagement hatte er in den frühen 1930er Jahren (bis inklusive der Spielzeit 1932/33), als Eggerth am Rose-Theater verpflichtet war. Danach blieb er zwar als Schauspieler Mitglied der Bühnengenossenschaft, nahm aber keine feste Verpflichtung mehr an. Otto Eggerth starb unmittelbar nach Beginn des Zweiten Weltkriegs.
Zu Eggerths bekanntesten Rolleninterpretationen gehören der Götz von Berlichingen, der Herzog von Alba (in Schillers Don Karlos), Schillers Wallenstein und der Richter von Zalamea im gleichnamigen Stück von Calderón.
Otto Eggerth hat einige Jahre lang, von 1915 bis 1926, als Schauspieler, Regisseur und Drehbuchautor auch für den Stummfilm gearbeitet.

## Filmografie
- 1915: Schein und Sein
- 1916: Der Gürtel der Dollarfürstin
- 1918: Wie einst im Mai
- 1918: Richmodis von Aducht
- 1920: Ihr letzter Fall
- 1926: Die vom anderen Ufer